# Маляр, Владимир Николаевич
Владимир Николаевич Маляр (7 апреля 1941, Харьков — 2 июня 2022) — советский и украинский актёр. Народный артист Украинской ССР (1979).

## Биография
Родился в 1941 году в Харькове. В 1962 окончил актёрский факультет Харьковского театрального института и в том же году стал актёром Харьковского драматического театра им. Т. Г. Шевченко. Диапазон ролей — от острохарактерных и гротесковых до драматичных и трагедийных. Снялся в нескольких фильмах, в эпизодических, обычно даже не указываемых в титрах ролях.
В 1979 году получил звание народный артист Украинской ССР.
Умер 2 июня 2022.

## Фильмография
- 1968 — На войне как на войне — танкист, Герой Советского Союза
- 1970 — Умеете ли вы жить? — эпизод
- 1972 — Платон Кречет — эпизод
- 1987 — Берёзовая ветка — Логинов, полковник КГБ